# فرانکو اوسولا
فرانکو اوسولا (انگلیسی: Franco Ossola; ۲۳ اوت ۱۹۲۱ – ۴ مهٔ ۱۹۴۹) بازیکن فوتبال اهل ایتالیا بود.
از باشگاه‌هایی که در آن بازی کرده‌است می‌توان به باشگاه فوتبال تورینو و باشگاه فوتبال وارزه اشاره کرد.
وی همچنین در تیم ملی فوتبال زیر ۲۱ سال ایتالیا بازی کرده‌است.